# Reuven Pfeffermann
Reuven (Tommy) Pfeffermann (în ebraică:רואבן פפרמן, n.7 septembrie 1936 Timișoara - d.12 mai 2004 Israel ) a fost un chirurg israelian, evreu originar din România, profesor la Universitatea Ebraică din Ierusalim și director al secției de chirurgie a Spitalului Kaplan din Rehovot.
Pfeffermann a fost cunoscut pentru contribuțiile sale la tratamentul chirurgical traumatologic și în chirurgia transplantărilor de organe, fiind unul din pionierii grefărilor de rinichi în Israel.

## Biografie

### Anii de început
Reuven (Tommy) Pfeffermann s-a născut în 1936 la Timișoara ca cel mai tânăr dintre cei doi fii ai dr. Jenő (Eugen) Yona Pfeffermann, medic obstretician și de familie, unul din conducătorii mișcării sioniste din Transilvania și Banat. Fratele său mai mare, Eran, s-a născut, conform dorinței părinților săi, la Ierusalim, cu un an și jumătate mai devreme. Familia s-a întors apoi la Timișoara.
Tatăl a murit subit de inimă în 1944, când Reuven avea 8 ani. După ce a învățat o vreme la școala elementară evreiască din Timișoara, în anul 1946 mama Judith (Yehudit) Pfeffermann și cei doi copii au emigrat în Palestina, aflată pe atunci în ultimii ani ai mandatului britanic, și s-a stabilit la Ierusalim. Cei doi frați au învățat în regim de internat în satul de tineret Ben Shemen. În timpul asediului localității de către arabi în timpul Războiului de independență a Israelului, au fost evacuați cu ceilalți elevi în comuna Kfar Witkin. Ulterior s-au întors în casa familiei la Ierusalim. Din clasa a X-a Peffermann a studiat la prestigiosul liceu Beit Hakerem, devenit ulterior Liceul de pe lângă Universitatea Ebraică.

### Studiile și cariera medico-chirurgicală
În 1954 Pfeffermann a început studii de medicină la Universitatea Ebraică, în cadrul unui contract cu armata israeliană. O grea lovitură a reprezentat pentru el moartea fratelui său Eran ucis accidental de un glonț la 8 noiembrie 1954 în timpul cursului de ofițeri de infanterie. 
În urma acestui eveniment s-a întărit voința sa neabătută de a ajuta răniții în general, și cei din armată în special.Pfeffermann a făcut stagiul de medic în Spitalul Sheba din Tel Hashomer. Apoi în anul 1962 a începutul serviciul său militar ca medic în forțele aeriene. 
S-a ocupat în mod deosebit cu evacuarea răniților pe calea aerului. Apoi și-a făcut specializarea în chirurgie la Spitalul Hadassa Ein Kerem din Ierusalim
S-a perfecționat  mai cu seamă în tratamentul urgențelor traumatice, inclusiv în timpul  Războiului de Șase Zile și al operațiilor contra organizațiilor de gherilă și teroriste palestiniene în Valea Iordanului. În timpul Războiului de Yom Kipur a servit la Spitalul Central Militar de la Refidim în Sinai, sub comanda mentorului său, Roni Rozin. În urma experienței acumulate, cei doi au elaborat o teorie a Spitalului de triaj. Rezultatele experienței lui în tratamentul răniților au fost publicate de Pfefferman într-un articol în „Journal of Trauma” din anul 1976.
În anii 1974-1976 Pfeffermann s-a perfecționat la New York în tranplantări de rinichi și în imunologie la profesorul Samuel Kountz. Întors în patrie a condus împreună cu prof. Arie Durst unitatea de transplantări de rinichi de la Spitalul Hadassa Ein Kerem. În acea perioadă el a fost numit profesor extraordinar la Universitatea Ebraică.
În martie 1979 a fost numit în fruntea sectiei de chirurgie a Spitalului Kaplan din Rehovot, pe care a restructurat-o și a condus-o până la ieșirea sa la pensie.
Pfefferman a fost și un dascăl apreciat care a avut numeroși elevi distinși, printre care chirurgii Dani Simon, Hadar Merhav și Oz Shapira. 
El s-a ocupat și de promovarea sportului la persoanele care au suferit transplante de organe, fiind unul din fondatorii și președintele "Asociației israeliene de sport pentru persoanele cu transplante de organe" până la sfârșitul vieții.
Reuven Pefeffermann a încetat din viață în mai 2004 la 68 ani, ca urmare a unei fibroze pulmonare primare. A fost înmormântat în cimitirul alternativ din Givat Brenner. 
A fost căsătorit cu Lea Ofir-Pfeffermann, de profesie soră medicală. Văduva sa a continuat activitatea sa de promovare a sportului în rândurile celor care au suferit transplanturi de organe.

## In memoriam
- Asociația israeliană de sport a transplanților de organe, care a activat până în anul 2010, i-a purtat numele.

## Selecție de articole
- Reuven Pfeffermann, Ron R. Rozin, Arie Durst, and G. Marin, Modern War Surgery: Operations in an Evacuation Hospital during the October 1973 Arab-Israeli War,Journal of Trauma 16, no. 9 (September 1976), pp. 694–703;Reuven Pfefferman, Ron R. Rozin -chapter Management of Abdominal Injuries p. 446-456, in Manual of Disaster Medicine:Civilian and  Military, Springer-Verlag, Berlin 1989 (eds:Daniel Reis, Eran Dolev

[nefuncțională]

- Reuven Pfeffermann, Dr. Hadar Merhav, Harry Rofhstein and Dan Simon The use of laser in rectal surgery Lasers in Surgery and Medicine, Volume 6, Issue 5, 1986, Pages: 467–469 oct 2005
- Gallstone Pancreatitis Exploration of the Biliary System in Acute and Recurrent Pancreatitis

Herbert Freund, MD; Reuven Pfeffermann, MD; Arieh L. Durst, MD; Nathan Rabinovici, MD
Arch Surg. 1976;111(10):1106-1107. doi:10.1001/archsurg.1976.013602800640
- R.Pfeffermann, B.Vidne, S.Leapman, K.Butt. S. Kountz Urologic complications in renal primary and re-transplantation.Experience with 200 consecutive transplants

Am J Surg 131:242-245, 1976